# 独立社会民主同盟
独立社会民主同盟（どくりつしゃかいみんしゅどうめい、セルビア語：Савез независних социјалдемократа / Savez nezavisnih socijaldemokrata、略称：СНСД / SNSD）は、ボスニア・ヘルツェゴビナの議会政党である。党首は、スルプスカ共和国の大統領を務めるミロラド・ドディクである。

## 歴史
スルプスカ共和国議会の無所属議員幹部会（Independent Members of Parliament Caucus）が政党となり、独立社会民主党として発足した。1999年12月、スルプスカ共和国社会自由党を合併した。2000年の地方選挙の後、ニコラ・シュピリッチ（Nikola Spiric）率いるバニャルカ・クライナ民主党を合併した。2001年12月、スルプスカ共和国社会党から分裂した民主社会党を合併した。合併後、略称のSNSDは維持したまま、党名を独立社会民主同盟に改称した。
2012年8月、加盟していた社会主義インターナショナルから大会にて追われた。ナショナリズム的傾向が強いことが理由に挙げられる。

## イデオロギー
東欧における中道左派政党の傾向を反映して、社会問題に関してはより保守的な見解を持ちながら、財政問題に関しては左派寄りの見解を持つ社会民主主義政党として特徴付けられている。
しかし2000年代後半以来、党は徐々に改革主義イデオロギーと連邦主義を放棄し、親露傾向及びセルビア民族主義、分離主義のより積極的な擁護を行っており、スルプスカ共和国の分離提案を脅かしている。

## 選挙

### 2006年
2006年10月1日に行われた総選挙では、大統領評議会、代議院、スルプスカ共和国大統領、スルプスカ共和国議会の全てで勝利を収めている。
- ネボイシャ・ラドマノヴィッチ（スルプスカ共和国で287,675票、53.26%）は、大統領評議会のセルビア人代表に選出された。
- ボスニア・ヘルツェゴビナの代議院では最大得票数（269,468票）を集め、民主行動党（238,474票）、ボスニア・ヘルツェゴビナ党（219,477）を上回った。しかし、ボスニア・ヘルツェゴビナの選挙システム上、42議席ある代議院のうちSNSDが得たのは7議席に留まり、民主行動党（9議席）やボスニア・ヘルツェゴビナ党（8議席）を下回った[12]。
- ミラン・イェリッチ（Milan Jelić、271,022票、48.87%）はスルプスカ共和国大統領に当選した。
- スルプスカ共和国議会の81議席中41議席（244,251票、43.29%）を獲得し、ミロラド・ドディクのスルプスカ共和国首相就任を可能とした。
- ボシュニャク人やクロアチア人を主体とするボスニア・ヘルツェゴビナ連邦のボスニア・ヘルツェゴビナ連邦代議院において、98議席中1議席（12,564票、1.46%）を獲得した。
- ボスニア・ヘルツェゴビナ連邦の第十県において、25議席中5議席（3,779票、16.16%）を獲得した。

### 2002年
2002年10月5日の総選挙では、代議院で9.8%の得票率で、42議席中3議席を獲得、代議院で140議席中1議席を獲得、スルプスカ共和国議会で83議席中19議席を獲得した。